# Milaimys Marín
Milaimys de la Caridad Marín Potrille (ur. 16 marca 2001) – kubańska zapaśniczka walcząca w stylu wolnym. Brązowa medalistka olimpijska z Paryża 2024 w kategorii 76 kg. Zajęła piąte miejsce na mistrzostwach świata w 2023 roku. 
Złota medalistka igrzysk panamerykańskich w 2023. Triumfatorka mistrzostw panamerykańskich w 2023 i trzecia w 2025; piąta w 2020. Brązowa medalistka igrzysk Ameryki Środkowej i Karaibów w 2023. 
Pierwsza na igrzyskach olimpijskich młodzieży w 2018. Mistrzyni igrzysk panamerykańskich młodzieży w 2021. Mistrzyni świata juniorów w 2019 i U-23 w 2019. Wygrała mistrzostwa panamerykańskie kadetów w 2018 roku.